# Ballymurphy
Ballymurphy (irl. Baile Uí Mhurchú) – wieś w hrabstwie Carlow w Irlandii. Historyczna nazwa tej wsi to Ballymurchoe.